# Теорема Банаха про замкнений графік

## Формулювання теореми
Нехай X, Y — банахові простори над одним і тим же полем, L — підпростір простору X. Для того, щоб лінійний оператор {\displaystyle A:L\to Y} був неперервним, необхідно і достатньо, щоб його графік {\displaystyle \Gamma _{A}} був замкнений в декартовому добутку {\displaystyle X\times Y} (якщо його розглядати як нормований простір).

## Пояснення теореми
Теорема про замкнений графік зокрема говорить, що графік неперервної функції, означеної на замкненій множині, є множиною замкненою.